# Minas de la Reunión

Vista de la cabria del Pozo n.º 5, en Villanueva del Río y Minas, 2023.

Las minas de la Reunión fueron una explotación minera del sur de España dedicada a la extracción de carbón desde el siglo XVII hasta el último tercio del siglo XX, siendo clausuradas en 1972. Hoy son un Conjunto Histórico declarado Bien de Interés Cultural, ubicado en las estribaciones de la Sierra Norte de Sevilla —en su contacto con la vega—, dentro del término municipal de Villanueva del Río y Minas.
Su conjunto urbano constituye uno de los programas de vivienda obrera más valiosos del territorio andaluz que, muy en consonancia con los parámetros económicos y sociales del contexto industrial de su época, es exponente de un modelo de vida experimentado mediante la implantación de la mentalidad desarrollista de este sector que protagonizó el siglo XIX. En este sentido, el complejo minero contó con la presencia de diferentes técnicos y cargos de dirección formados en la Escuela de Minas de París, así como con los avances técnicos experimentados en los sistemas de extracción y abastecimiento de energía, incorporando la maquinaria de última generación y los medios mecánicos, las centrales y las redes eléctricas más modernas. En su mayor parte, estas instalaciones se encuentran incorporadas a inmuebles pertenecientes al marco del historicismo.
Siendo éste el estilo arquitectónico predominante, existen otras muestras de viviendas e instalaciones que aportan al conjunto un contraste estético de carácter ecléctico mediante la incorporación de viviendas exentas de tradición colonial del norte de Europa, en las que se ensayan algunas notas del movimiento modernista, y de algunos elementos de la arquitectura del hierro, como columnas o antepechos de fundición. Al mismo tiempo, dotando al complejo de la modernidad que le caracterizó en su día, los inmuebles de carácter industrial cuentan con ejemplos arquitectónicos del movimiento moderno pertenecientes al contexto de la arquitectura fabril con algunos matices de la estética del racionalismo internacional, en los que es predominante el uso del ladrillo visto. En éstos destaca el conjunto de instalaciones que existieron en torno al pozo núm. 4. En una valoración global, esta pluralidad estilística puede ser entendida como reflejo del propio espíritu que motivó la actividad desarrollada durante los años de máximo rendimiento de la explotación minera, el siglo XIX.

## Historia
Los testimonios documentales más antiguos referentes a la extracción del carbón mineral en la zona de Villanueva del Río constatan la existencia de actividad minera en 1618, cuando se procede al nombramiento de don Fernando de Hallo como administrador de las Minas del Arzobispado de Sevilla para abastecimiento de carbón a las herrerías de la zona. Durante el siglo XVIII existen distintas licencias de explotación de este mineral, destacando el período entre los años 1771 y 1789 en el que estuvo activa la llamada Real Compañía de Minas de Villanueva, ocasionando un incremento de producción prolongado entre los años 1796 y 1810 por la demanda que, ante el agotamiento de la oferta de carbón vegetal, ejercían la Real Fundición de Bronces y la Real Maestranza de Artillería de Sevilla, así como los altos hornos de las Fábricas de Hierros de El Pedroso. 
En 1816 pasó el disfrute privilegiado de estos yacimientos a la Compañía de Navegación del Guadalquivir y Canal Fernandino, siendo adquiridos los derechos de explotación en el año 1858 por la sociedad de capital francés Crédito Mobiliario. En 1882, las Minas de la Reunión pasarían a formar parte de las concesiones otorgadas a la Compañía de los Ferrocarriles de Madrid a Zaragoza y Alicante (MZA), para pasar definitivamente a ser propiedad del Ayuntamiento de la localidad recientemente.
Constituido progresivamente a lo largo de toda su historia, el actual Conjunto Histórico de las Minas de la Reunión se configura como con secuencia de las diferentes fases de explotación mediante un sistema de ocupación disperso. En esta secuencia, la apertura de los diferentes pozos encadenaba la dotación de infraestructura industrial ligada a los sistemas de extracción y transformación del mineral, así como a las necesidades de habitabilidad de obreros, del personal técnico y de los cargos de dirección, ocasionando la creación de diferentes barrios y de otros espacios e inmuebles comunes que, en su conjunto, forman el complejo minero de las Minas de la Reunión conservado en la actualidad tras el cese de la actividad.

## Descripción
Ubicado en las estribaciones de la sierra norte de Sevilla en su contacto con la vega, el Conjunto Histórico de las Minas de la Reunión está constituido por las instalaciones industriales, residenciales y los equipamientos de la explotación minera que desde el siglo XVII iniciaron la actividad de extracción del carbón mineral. Esta explotación llegaría a su máximo rendimiento durante los años de la segunda mitad del siglo XIX y principios del XX, momento desde el que se inicia la etapa de decadencia que llevaría al cierre de las minas en 1972. En conjunto, en este enclave se distinguen espacialmente los diferentes núcleos de población generados en torno a los pozos de extracción, las instalaciones industriales y sociales comunes y la zona de escombreras y balsas de decantación, contando con una localización espacial concentrada y una tipología de asentamiento muy en consonancia con las premisas del urbanismo industrial. Encontrándose en la margen izquierda del Ribera del Huéznar, la ordenación del suelo ocupado presenta un enclave de forma semicircular en el que, obligados por las pendientes hacia el cauce, los viales más importantes se disponen paralelos al río.

### Barrio obrero
El barrio Confianza es el primer poblado obrero que comienza a construirse entre los años 1896 y 1900 para sustituir los primitivos barracones. Entre 1890 y 1900 se levantan los de Velarde y Constancia, para barreneros y picadores, construidos en torno a los antiguos pozos del mismo nombre. Los últimos en edificarse serían los de Progreso, Cerro, Balbo y Transwaall, todos de 1935, correspondiendo a una tipología de barrio obrero constituido por calles y viviendas unifamiliares de una sola planta y patio o plurifamiliares de uno o dos pisos, realizadas en ladrillo con techumbre de madera, cañizo y teja curva. En el conjunto de los espacios destinados a la habitabilidad destacan los poblados para empleados y directivos de San Fernando- Cabrerizas y el barrio de Casas Nuevas. El primero constituido por viviendas para cargos y empleados de tipo medio que, con sótano para almacenes y planta baja para establecimientos y módulos de habitación de carácter unifamiliar, componen un conjunto cuadrangular. 
El segundo se construye en la década de 1920 albergando los inmuebles de mayor importancia edificatoria y artística destinados a viviendas de altos cargos y empleados cualificados. Entre ellos destaca la Casa de Dirección, un chalet de planta cuadrada con torre almenada sobre el jardín y vanos recercados con falsos doseles, la casa del ingeniero jefe, otro chalet edificado con fábrica de ladrillo y refuerzos de sillería, que destaca por la pronunciada vertiente de sus tejados y los motivos de carácter modernista incorporados a los cierros de los arcos de la galería, abierta a un interesante jardín de tipo francés que precede a la vivienda. La Casa del Director Técnico se destaca por la bicromía entre los colores rojo y el amarillo de los materiales empleados en las aristas y en las roscas de los arcos que forman los vanos.

### Edificios de servicios comunitarios
Entre estos núcleos de población se encuentran los edificios de servicios comunitarios, como la antigua escuela, un inmueble de gran interés por su configuración arquitectónica, que presenta un cuerpo central con fachada de composición muy armónica por la articulación de sus vanos en conjunción con el resto de los elementos decorativos, como las molduras y los balaustres del balcón superior. A ambos lados de este cuerpo central se desarrollan sendas alas abiertas al patio trasero mediante amplias galerías con arquerías de medio punto sobre columnas de fundición elevadas en pedestales de ladrillo que soportan antepechos realizados igualmente en hierro fundido. En la fachada destacan los vanos geminados con marcos de ladrillo recortado. Otro de los inmuebles destacados es la iglesia, construida en 1927, es una nave transformada para tal fin a la que se han adosado dos cuerpos cercanos a la cabecera configurando una planta de cruz latina. Sobre esta estructura se han sumado otros elementos decorativos como el rosetón de estilo neogótico y la crestería neorrenacentista de la fachada y la portada mudéjar con decoración renacentista, réplica de la existente en el convento sevillano de Santa Paula. Otros inmuebles y espacios comunes son el Teatro-Cine, el Hospital, el Economato, el Matadero-Carnicería y el Parque de la Plaza de España.

### Instalaciones industriales

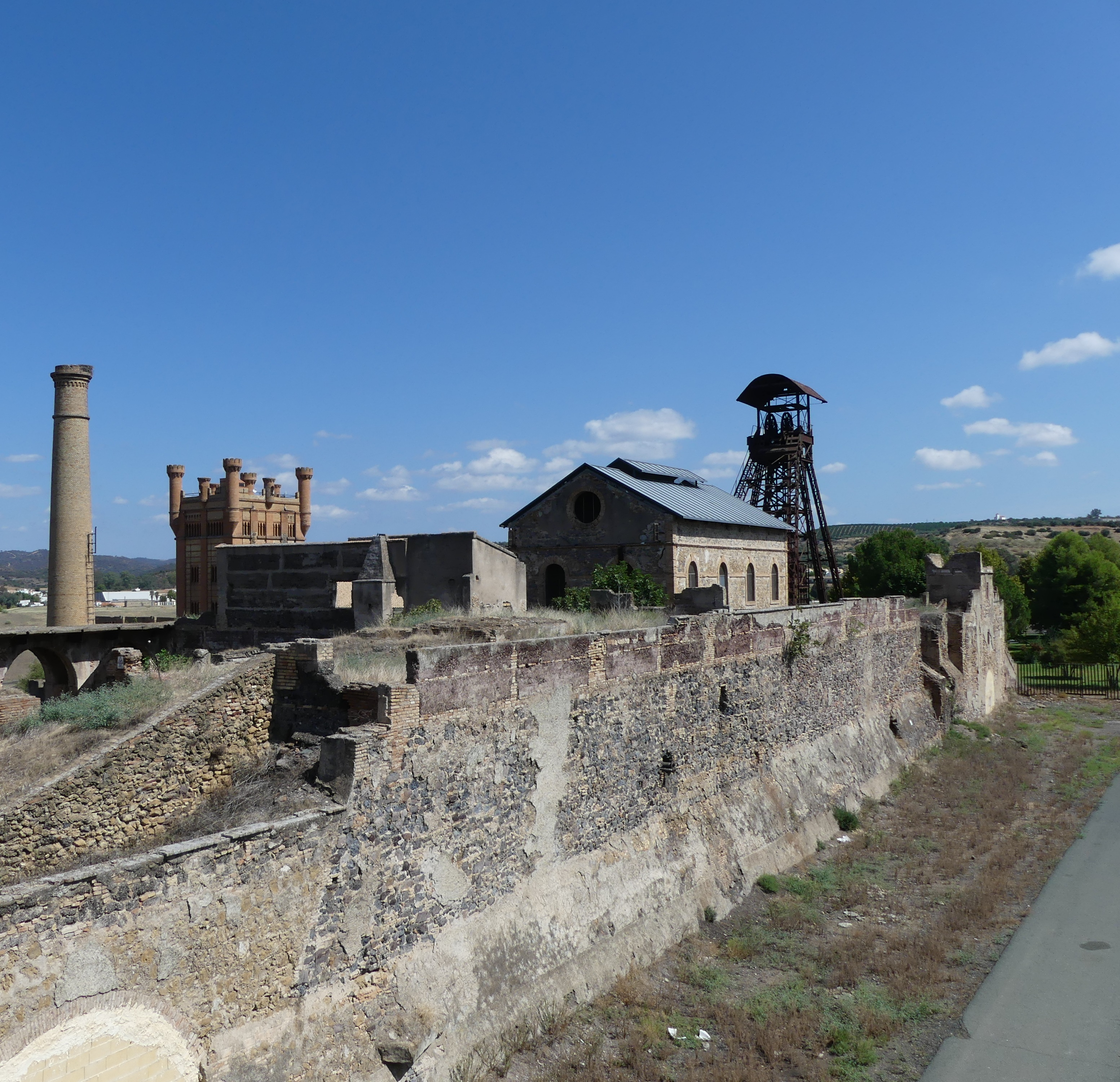
Edificios industriales en el entorno del complejo minero.

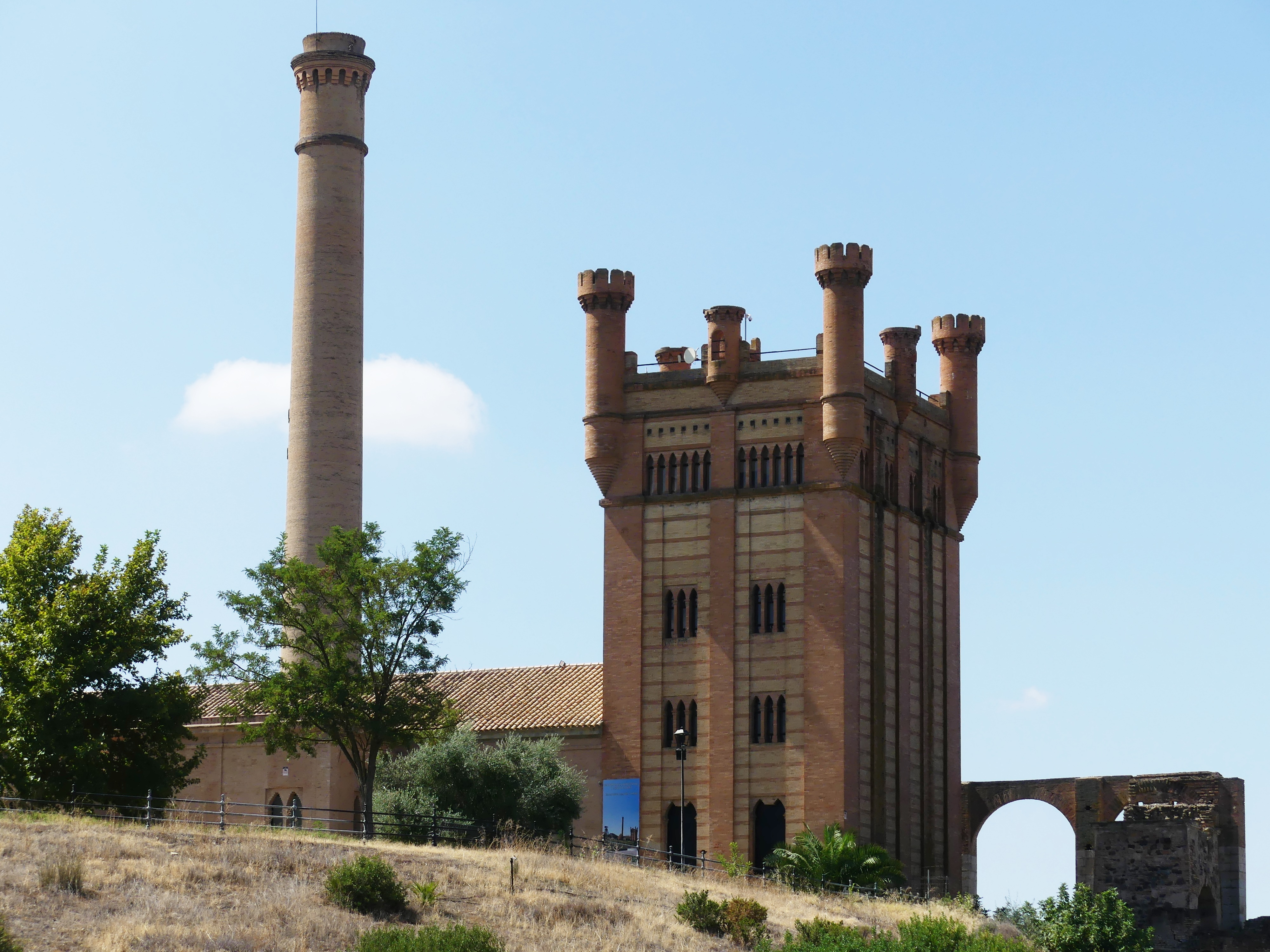
Torre y chimenea en el entorno minero.

Completan las dependencias de este conjunto minero el resto de las instalaciones industriales, centradas en torno a los pozos de extracción números 4, 5 y 7. El primero, activo desde 1880 a 1908, queda desde la fecha de su cierre habilitado como principal entrada del abastecimiento de maderas para la entibación, pienso para los animales de carga, aparatos de arranque y orificio de ventilación. En este pozo existía una sala con tres motobombas de desagüe y una máquina de extracción de la marca francesa Bietrix, contando en su entrada con un castillete y en sus proximidades un conjunto de instalaciones industriales que presentan un tipo de arquitectura racionalista desprovista de ornamentación, en la que destacan como líneas compositivas la de los propios elementos estructurales de las armaduras de los muros y cubiertas. En sus inmediaciones estuvo instalada la Oficina Central de Dirección de Interior, en la que fue realizado el Mapa Thiéry, una pintura mural de grandes proporciones en la que se representa un plano general de labores de la cuenca minera.
El pozo número 5 estuvo abierto entre los años 1893 y 1898, en torno al cual se implanta una central eléctrica, que contaba con un edificio de distribución inspirado en las torres de la arquitectura militar de época gótica, con torreones almenados y vanos ojivales con maineles que actualmente supone uno de los referentes monumentales de mayor entidad arquitectónica del conjunto; cribas lavaderos de carbón; la cabria, en la que se instaló una máquina de vapor de la marca Bollinckx en 1922; las salas de calderas, en las que se encontraban máquinas de la marca Babcok Wilcox; el edificio de bombas de desagüe Kaselowsky; los depósitos de Schlamms y dos chimeneas, una levantada en 1896 y otra, la de mayor tamaño, construida en 1920. El pozo número 7 cuenta con una serie de instalaciones, como el pozo de agua, la cabria y casa de máquinas, la torreta de distribución de energía, la central eléctrica y las naves de talleres, en las que la tipología de edificio es la nave única con cubiertas de cerchas metálicas a dos aguas y muros de ladrillo visto y cemento simulando aparejos de cantería.